# Fungus der Bogeymann
Fungus der Bogeymann (englischer Originaltitel Fungus the Bogeyman) ist ein Comicbuch für Kinder aus dem Jahr 1977 des britischen Autors und Illustrators Raymond Briggs. Die deutsche Erstausgabe erschien 1987 bei Schreiber & Leser.

## Inhalt
Fungus lebt mit seiner Frau Ekeltraut (im Original Mildew) und seinem Sohn Morchel (im Original Mould) in Bogeydom, einer tunnelartigen Welt unterhalb der Erdoberfläche. Der Geschmack und die Vorzüge der Bogey-Bewohner unterscheiden sich drastisch von jenen der „Oberschicht“ (damit sind die Erdbewohner gemeint): Geschätzt werden Schmutz, Gestank, Schimmel, Feuchtigkeit, Kälte, Dunkelheit und verdorbene Lebensmittel. So muss beispielsweise in der Bogey-Welt der Klempner gerufen werden, wenn die Toilette nicht verstopft ist.
Wenn an der Erdoberfläche die Nacht anbricht, beginnt in der Bogey-Welt ein neuer Tag. Die Aufgabe der Bogey-Männer besteht darin, mit dem Rad an die Erdoberfläche zu fahren und dort Erdbewohner des Nachts zu erschrecken und zu belästigen. Neben der Anatomie der Bogey-Bewohner wird ihre Welt ausführlichst und humorvoll beschrieben und ist mit detailreichen Bildern illustriert. Auch wenn die Vorstellungen der Bogey-Bewohner so gar nicht mit unseren Idealen übereinstimmen, sind sie dennoch überaus gebildet (Fungus geht häufig in die Bibliothek, liest gerne, denkt oftmals in Reimen und befindet sich in einer kleinen Existenzkrise samt Frage nach dem Sinn seines Daseins) und gehen sehr zärtlich und liebevoll miteinander um.

## Entstehung, Veröffentlichung und Rezeption
Laut eigenen Angaben arbeitete Raymond Briggs zwei Jahre lang an Fungus der Bogeymann. Der 48 Seiten lange, vierfarbige Comic erschien 1977 beim britischen Verlag Hamish Hamilton. Eine deutsche Übersetzung durch Resel Rebiersch wurde 1987 von Schreiber & Leser als Hardcover-Ausgabe herausgegeben.
Das Buch begeisterte Kinder mit seinen derben Witzen und unappetitlichen Fußnoten ebenso wie es ihre Eltern entsetzte. Obwohl Briggs Werk, das oft in Form von Comics erschien, auf den ersten Blick für Kinder bestimmt zu sein scheint, enthält es auch Themen, die für Erwachsene interessant sind. So nennt beispielsweise der Toronto Star Fungus der Bogeymann eine der „witzigsten und bittersten Satiren über die englische Arbeiterklasse“. Fungus wurde zur Kultfigur, dessen Mischung aus Intellekt und Verkommenheit nicht nur in Großbritannien geliebt wird.

## Referenzen
Fungus der Bogeymann wird in dem literarischen Nachschlagewerk 1001 Kinder- und Jugendbücher – Lies uns, bevor Du erwachsen bist! für die Altersstufe 5–8 Jahre empfohlen.

## TV-Verfilmungen
- Fungus the Bogeyman, 2004, dreiteilige Miniserie[7]
- Fungus the Bogeyman, 2015, dreiteilige Miniserie[8]